# 일기당천
일기당천(一騎当千)은 일본의 만화가 시오자키 유지의 만화이다. 이 만화를 바탕으로 한 관련 작품군을 일컫기도 한다. 삼국지 영웅들의 혼을 담은 곡옥을 이어받은 현대 일본 고등학생들이 격투 대결을 벌이는 줄거리로, 손책이 주인공이고 원작과 달리 상당수의 장수들이 여자로 나온다.